# Michael Sablatnik
Michael Sablatnik (19 marzo 1986) è un ex sciatore alpino austriaco.

## Biografia
Originario di Ludmannsdorf e attivo in gare FIS dal novembre del 2001, Sablatnik esordì in Coppa Europa l'11 gennaio 2005 a Bad Kleinkirchheim in supergigante classificandosi al 13º posto, suo miglior piazzamento nel circuito continentale bissato il 14 febbraio successivo a Sella Nevea nella medesima specialità; sempre in supergigante l'anno dopo ai Mondiali juniores del Québec vinse la medaglia d'oro e debuttò quindi in Coppa del Mondo, il 16 marzo durante le finali di Åre (19º): tale gara sarebbe rimasta l'unica di Sablatnik nel massimo circuito internazionale.

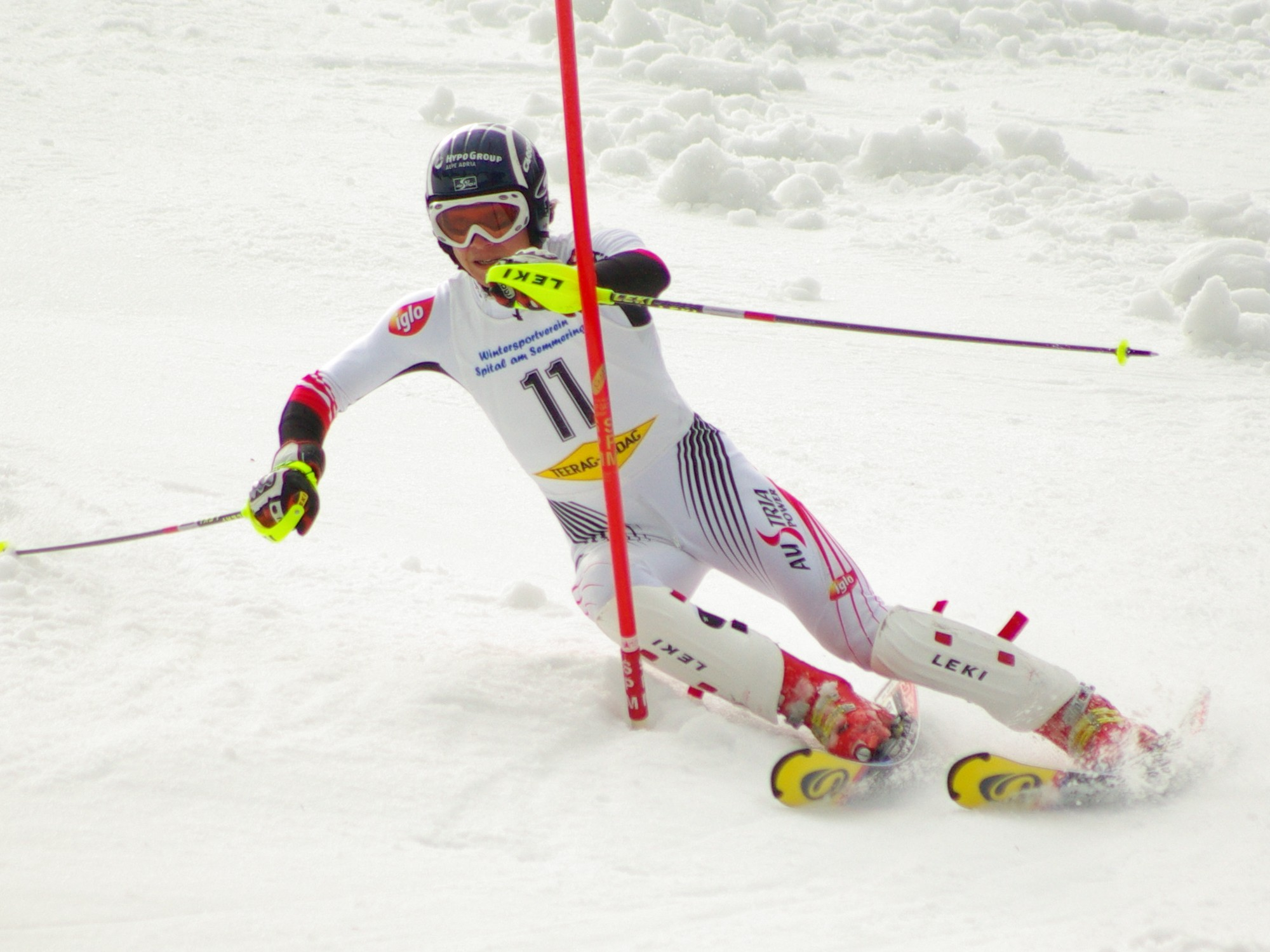
Michael Sablatnik in gara a Spital am Semmering nel 2008

Prese per l'ultima volta il via in Coppa Europa il 4 dicembre 2008 a Reiteralm in supergigante (61º) e si ritirò al termine di quella stessa stagione 2008-2009; la sua ultima gara fu uno slalom gigante FIS disputato il 17 marzo a Matrei in Osttirol e chiuso da Sablatnik al 27º posto. In carriera non prese parte a rassegne olimpiche o rassegna iridate.

## Palmarès

### Mondiali juniores
- 1 medaglia:
  - 1 oro (supergigante a Québec 2006)

### Coppa del Mondo
- Miglior piazzamento in classifica generale: 148º nel 2006

### Coppa Europa
- Miglior piazzamento in classifica generale: 112º nel 2005